# Mathew Tait
Mathew James Murray Tait (Consett, 6 de febrero de 1986) es un ex–jugador británico de rugby que se desempeñaba como centro. Fue internacional con La Rosa de 2005 a 2010.

## Carrera
Un jugador polivalente ya que también podía jugar de wing, debutó en la primera de los Newcastle Falcons y jugó con ellos hasta 2008, siendo recordado por su asociación con el apertura Jonny Wilkinson.

### Sale Sharks
El 3 de mayo de 2008, Tait acordó un acuerdo para dejar los Falcons y firmar su venta a los Sale Sharks, en un ambicioso proyecto del club para formar su pareja de centros con el neozelandés Luke McAlister. Durante la temporada 2008-09 Tait sufrió varias lesiones, sin embargo, a medida que la temporada continuó y entró en sus últimas etapas, comenzó a jugar en su posición preferida de centro exterior y realizó actuaciones que aseguraron que fuera seleccionado para Inglaterra nuevamente.
La temporada 2010/11 se vio obstaculizada por una lesión. Las complicaciones durante una cirugía de rodilla significaron que no pudo jugar en Sale hasta finales de octubre, y se perdió gran parte de noviembre cuando el problema se recrudeció nuevamente. En enero, sufrió una dislocación en el hombro durante un partido de la Copa Desafío contra el Club de Rugby El Salvador; la lesión amenazó con descartarlo del resto de la temporada y lo obligó a abandonar el equipo.

### Leicester Tigers
Tait se unió a su último club en 2011 y jugó ocho temporadas hasta febrero de 2019, cuando se retiró debido a que no se recuperó de una lesión del talón de Aquiles.

## Selección nacional
Andy Robinson lo convocó a La Rosa para participar del Torneo de las Seis Naciones 2005, tenía 18 años y se convirtió en el segundo jugador más joven desde la Segunda Guerra Mundial.
Tait perdió su lugar con Manu Tuilagi, Brad Barritt y Jonathan Joseph. En total disputó 38 partidos y marcó 25 puntos, producto de cinco tries.

### Participaciones en Copas del Mundo
Participó del Mundial de Francia 2007 donde fue llevado como suplente de Jason Robinson, sin embargo su buen desempeño le permitió ganarse la titularidad desde el tercer partido como reemplazo de Jamie Noon, jugó todos los partidos y le marcó un try a Manu Samoa. Los ingleses fueron derrotados en la final del torneo por los Springboks.
| Mundial                       | Sede    | Resultado  | PJ | Tries |
| ----------------------------- | ------- | ---------- | -- | ----- |
| Copa Mundial de Rugby de 2007 | Francia | Subcampeón | 7  | 1     |

## Palmarés
- Campeón de la Premiership Rugby de 2012–13.
- Campeón de la Anglo-Welsh Cup de 2011–12 y 2016–17.